# 대륙사슴
대륙사슴은 한반도, 만주, 러시아 우수리 지방에 서식하는 꽃사슴의 아종이다.
학명은 Cervus nippon mantchuricus이다. 과거에는 Cervus nippon hortulorum를 대륙사슴이라고 부르고, Cervus nippon mantchuricus는 우수리사슴이라고 해서 한반도에 2아종이 서식하는 것으로 알려져있었으나 현재 Cervus nippon hortulorum는 Cervus nippon mantchuricus의 동종이명이다.
즉, 한반도에 서식하는 아종은 1종이다.
다만 아직 환경부의 자료에서는 Cervus nippon mantchuricus와 Cervus nippon hortulorum를 분리하여 표기하고 있다. 추후 협의를 통하여 최근 정보를 반영하여 수정할 필요가 있다.

## 특징
대륙사슴의 어깨높이는 약 92cm이다. 꽃사슴의 만주 아종으로, 우수리사슴보다 작으며, 키가 크고 흰색의 경반(鏡斑)이 특히 작으므로 원래의 종과 서로 다르다. 여름털은 연분홍빛을 띤 밤색이고, 등면과 옆구리에는 노란색 반점이 있으며, 흰색의 경반은 비교적 작다. 겨울털은 몸통이 어두운 갈색이고, 머리·목·어깨는 여름털의 반점 흔적이 엿보인다.

## 한반도의 대륙사슴
동북아시아 전체에 널리 분포하고 있었으나 밀렵과 서식처 파괴로 개체군이 빠르게 감소하고 있다. 조선시대부터 약재로 쓰이는 녹용과 논각, 사슴피를 얻기 위한 사냥이 주요 위협요인으로 작용해왔으나, 대륙사슴 야생개체의 남한 절멸은 1940년대 일제강점기의 해수구제 사업 이후이다. 북한에서는 보호동물로 지정되어 백두산에서 소수가 명맥을 유지하고 있다.